# John Hancock
John Hancock (23 de gener de 1737 - 8 d'octubre de 1793) fou un destacat mercader, patriota i home d'estat nord-americà. Va tenir un paper essencial en la Revolució Americana i va ser president del Segon Congrés Continental durant la Declaració d'Independència dels Estats Units. A més, va ser el primer governador de l'Estat de Massachusetts. És recordat als Estats Units per la seva signatura elegant i elaborada en el document de la Declaració d'Independència, fins al punt que el nom «John Hancock» és avui dia sinònim de signatura en aquell Estat.
Inicialment, un ric mercader i actiu contrabandista, Hancock fou un dels líders de Boston durant la crisi que va portar al trencament de les relacions entre les Tretze Colònies i la seva metròpoli, el Regne Unit. Va servir durant més de dos anys a Filadèlfia al Congrés Continental, i després de la seva presidència va tornar a Massachusetts i va ser elegit governador electe del nou l'estat. Va emprar la seva influència per assegurar el vot positiu del seu estat a la Constitució dels Estats Units, l'any 1788.